# Patricia Reyes Spíndola
Patricia Verónica Núñez Reyes Spíndola (Oaxaca de Juárez, 11 luglio 1953) è un'attrice, regista e produttrice cinematografica messicana.

## Biografia
Studia e lavora in vari teatri del Messico e di Londra. Il suo debutto cinematografico risale al 1972 con il film El señor de Osanto e due anni dopo è nella compagnia del Teatro Fru Fru. Collabora spesso con registi come Nancy Cárdenas e Arturo Ripstein. Recita anche in molte telenovelas tra le quali María Isabel nel 1997. Sua sorella Marta ha studiato insieme a lei recitazione alla M & M Studio, dove le due insegnano. 

## Filmografia
- Actas de Marusia: storia di un massacro (Actas de Marusia), regia di Miguel Littín (1976)
- El elegido (1977)
- Teresa (1989)
- La mujer del puerto, regia di Arturo Ripstein (1991)
- La reina de la noche, regia di Arturo Ripstein (1994)
- María Isabel (1997)
- Mujeres asesinas (2008)
- Mujeres asesinas (2009)
- Mujeres asesinas (2010)
- La Regina del Sud (La reina del sur) (2011)
- Fear the Walking Dead (2015)
- Imperio de mentiras (2020-)

## Riconoscimenti
- Premio Ariel
  - 1986 – Miglior attrice per Los motivos de Luz
  - 1996 – Miglior attrice per La reina de la noche